# Anicia Faltonia Proba
Anicia Faltonia Proba (décédée en Afrique en 432) était une noble romaine de la famille Anicienne.

## Biographie
Proba, veuve de Sextus Claudius Petronius Probus, était une noble et riche femme romaine du cinquième siècle. Trois de ses fils ont été consuls, deux ensemble en 395, le troisième en 406. Lors du sac de Rome en 410, elle et sa famille se trouvaient dans la ville. Son fils Anicius Hermogenianus Olybrius y perdit la vie. Peu après ce tragique événement, elle décida de s'embarquer pour l'Afrique avec sa belle-fille Anicia Juliana, désormais veuve, ainsi que sa petite-fille Demetrias, qui prirent le voile en 413. Proba est une des quelques femmes à qui Saint Augustin a écrit des lettres.